# 前657年
| 千纪： | 前1千纪 |
| 世纪： | 前8世纪 \| 前7世纪 \| 前6世纪 |
| 年代： | 前680年代 \| 前670年代 \| 前660年代 \| 前650年代 \| 前640年代 \| 前630年代 \| 前620年代                                                                                           |
| 年份： | 前662年 \| 前661年 \| 前660年 \| 前659年 \| 前658年 \| 前657年 \| 前656年 \| 前655年 \| 前654年 \| 前653年 \| 前652年                                                             |
| 纪年： | 周惠王二十年 魯僖公三年 齊桓公二十九年 晉献公二十年 秦穆公三年 宋桓公二十五年 楚成王十五年 衛文公三年 陳宣公三十六年 蔡穆侯十八年 曹昭公五年 郑文公十六年 燕襄公元年 杞德公十六年 |

## 大事记
- 驪姬之亂在前657年開始。
- 發生了徐人取舒之戰。
- 库普塞鲁斯成為科林斯第一位僭主
- 利底亞國王蓋吉茲（英语：Gyges of Lydia）讓国家垄断了金属硬币的發行權，並禁止个人发行貨幣